# John William Van Druten

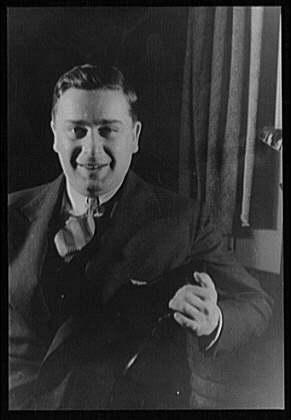
John William Van Druten

John William Van Druten (Londra, 1º giugno 1901 – Indio, 19 dicembre 1957) è stato un drammaturgo e regista teatrale britannico naturalizzato statunitense.

## Biografia
Di origini olandesi da parte di padre, del primo periodo inglese di Van Druten va ricordata la sua prima commedia Young Woodley, del 1925 che descrive la difficile e spesso scabrosa esperienza di un giovane studente inglese. Trasferitosi negli USA, divenne il drammaturgo dei sentimenti più sottili e intimi, della romantica e semplice atmosfera familiare, di certi aspetti un po' patetici ma genuini, non privi di humour, della mitologia americana. Degni di nota sono gli adattamenti I Remember Mama, Ricordo la mamma, del 1944 e I Am a Camera, del 1951, il successo dei quali è stato rinnovato nelle riduzioni cinematografiche e televisive. Van Druten diresse anche molti dei suoi lavori e il musical di Richard Rodgers e Oscar Hammerstein II, The King and I, del 1951.

## Opere
- The Return Half (1924)
- Chance Acquaintance (1927)
- Young Woodley (a New York nel 1925, a Londra nel 1928)
- Diversion (1928)
- The Return of the Soldier (dalle novelle di Rebecca West, 1928)
- After All (1929, a New York nel 1931)
- London Wall (1931)
- Sea Fever (con Auriol Lee, in Francia, 1931}
- There's Always Juliet (1931, a New York nel 1932)
- Hollywood Holiday (con Benn Levy, 1931)
- Somebody Knows (1932)
- Behold, We Live (1932)
- The Distaff Side (1933, a New York nel 1934)
- Flowers of the Forest (1934)
- Most of the Game (1935)
- Gertie Maude (1937)
- Leave Her to Heaven (1940)
- Old Acquaintance (1940, a New York nel 1941)
- Solitaire - Solitario (adattamento, 1942)
- The Damask Cheek (con Lloyd Morris, 1942)
- The Voice of the Turtle - La voce della tortora[1] (1943), rappresentato per tre stagioni a New York
- I Remember Mama - Ricordo la mamma (adattamento delle memorie di famiglia di Kathryn Forbes, Mama's Bank Account, 1944)
- The Mermaids Singing (1945)
- The Druid Circle (1947)
- Make Way for Lucia (1948)
- Bell, Book and Candle - C'era una volta una piccola strega (1950)
- I Am a Camera (1951) dai racconti berlinesi di Christopher Isherwood; ha vinto il New York Drama Critics' Circle Award nel 1951-52
- I've Got Sixpence (1952)